# Boxed
Boxed – box set amerykańskiego rockowego zespołu Kings of Leon wydany 6 lipca 2009 roku. Wydawnictwo zawiera wszystkie utwory z dwóch pierwszym albumów studyjnych, czyli: Youth and Young Manhood, Aha Shake Heartbreak oraz Because of the Times.

## Zawartość

### Youth and Young Manhood
1. „Red Morning Light” – 2:59
2. „Happy Alone” – 3:59
3. „Wasted Time” – 2:45
4. „Joe’s Head” – 3:21
5. „Trani” – 5:01
6. „California Waiting” – 3:29
7. „Spiral Staircase” – 2:54
8. „Molly’s Chambers” – 2:15
9. „Genius” – 2:48
10. „Dusty” – 4:20
11. „Holy Roller Novocaine” – 4:01 / „Talihina Sky” (utwór dodatkowy) – 3:48

### Aha Shake Heartbreak
1. „Slow Night, So Long” – 3:54
2. „King of the Rodeo” – 2:25
3. „Taper Jean Girl” – 3:05
4. „Pistol of Fire” – 2:20
5. „Milk” – 4:00
6. „The Bucket” – 2:55
7. „Soft” – 2:59
8. „Razz” – 2:15
9. „Day Old Blues” – 3:33
10. „Four Kicks” – 2:09
11. „Velvet Snow” – 2:11
12. „Rememo” – 3:23
13. „Where Nobody Knows” (utwór dodatkowy) – 2:24

### Because of the Times
1. „Knocked Up” – 7:10
2. „Charmer” – 2:57
3. „On Call” – 3:21
4. „McFearless” – 3:09
5. „Black Thumbnail” – 3:59
6. „My Party” – 4:10
7. „True Love Way” – 4:02
8. „Ragoo” – 3:01
9. „Fans” – 3:36
10. „The Runner” – 4:16
11. „Trunk” – 3:57
12. „Camaro” – 3:06
13. „Arizona” – 4:50
14. „My Third House” (utwór dodatkowy) – 4:03

## Pozycje na listach przebojów
| Kraj            | Lista (2009)       | Wydawca                          | Najwyższa pozycja |
| --------------- | ------------------ | -------------------------------- | ----------------- |
| Irlandia        | Irish Albums Chart | Irish Recorded Music Association | 30                |
| Wielka Brytania | UK Albums Chart    | The Official Charts Company      | 20                |